# Meridiano (album)
Meridianoè un album in studio del gruppo musicale cileno Inti-Illimani con la cantante canadese Francesca Gagnon, pubblicato nel 2010.

## Descrizione
L'ossatura del disco è composta prevalentemente da brani appartenenti al repertorio del Cirque du Soleil (del quale la Gagnon è stata voce solista), fanno eccezione due brani del repertorio degli Inti-Illimani (Canna austina e l'inedito Cuadro de pantomima, scritto dal direttore musicale del gruppo Manuel Meriño) e un brano scritto da Patricio Manns, Cuando me acuerdo de mi país, che gli Inti-Illimani non avevano mai inciso prima, qui presente in un originale arrangiamento orchestrale curato da Manuel Meriño. Il brano Alegría è introdotto da alcune note della canzone di Víctor Jara El lazo.
Il disco, registrato tra novembre e dicembre del 2009, è stato pubblicato nel 2010 in formato CD dalla Warner Music Chile. Questo disco non è mai stato pubblicato o distribuito in Italia.

## Tracce
1. Obertura - 0:35
2. Banquete - 2:58 (B.Ceppas)
3. C'est ton histoire - 3:50 (J.F. Côté - F.Gagnon)
4. Canna austina - 4:31 (R.De Simone)
5. Rêves d'enfants - 4:29 (B.Jutras - F.Gagnon)
6. Vai vedrai - 4:55 (F.Dragone - R.Dupéré)
7. Valsapena - 3:53 (M.Tadros - R.Dupéré)
8. Cuadro de pantomima - 2:59 (M.Meriño)
9. Alegría - 4:33 (F.Dragone - M.Tadros - C.Amesse - R.Dupéré)
10. Cuando me acuerdo de mi país - 5:46 (P.Manns)
11. Pageant - 4:32 (R.Dupéré)

## Formazione
- Francesca Gagnon
- Jorge Coulón
- Marcelo Coulon
- Daniel Cantillana
- Cesar Jara
- Juan Flores
- Efren Viera
- Christian González
- Manuel Meriño

### Collaboratori
- Mike Nguyen e Paula Mena Schrebler - copertina
- Marcelo Arenas - percussioni
- Gabriel Vásquez - coro
- Alfonso Pérez - basso fretless e cori
- Rodrigo Pozo - violino
- Estéban Sepúlveda - violino
- Claudio Gutiérrez - viola
- Cristián Gutiérrez - violoncello
- Marcelo Aedo - contrabbasso